# 임선근
임선근(林宣根, 1957년 9월 25일 ~ 2006년 3월 28일)은 대한민국의 前 바둑 기사이며, 한국기원 사무총장을 역임하여 2006년 암으로 사망했다.

## 경력
1980년 입단하여 1984년 25연승을 기록하여 신왕전에서 우승, 1989년 신왕전 우승(대 양재호 六단 2대 0 완봉승)1994년 명인전에서 준우승(대 이창호 七단 0대 3 완봉패)하여 2004년 4월 한국기원 사무총장(2004년 4월 ~ 2006년 3월)을 2년 반동안 역임하여 한국기원 회관 건립 사업과 대한바둑협회 창립, 각종기전 신설 등 많은 업적을 남겼다. 별명은 "검토의 황제", "검토의 제왕"이란 애칭을 불렀다. 통산 전적은 602승 6무 417패 승률 59%이다.

## 본선
- 1980년 : 입단
- 1982년 : 최고위전,제왕전 본선
- 1984년 : 25연승(3단 때). 국수전 본선진출(88년까지 5회 연속). 대왕전, 기왕전 본선.
- 1986년 : 제왕전
- 1989년 : 제4기 신왕전 우승
- 1990년 : 패왕전, 명인전, 최고위전 본선
- 1991년 : 최고위전, 기왕전, 박카스배, 바둑왕전 본선
- 1992년 : 대왕전, 동양증권배 본선
- 1993년 : 제왕전, 기왕전, 패왕전, 바둑왕전, 국기전, 한국이동통신배, 비씨카드, 연승바둑최강전, 동양증권배 본선
- 1994년 : 제25기 명인전 준우승(對 이창호 0-3패). 국기전, 비씨카드, 연승바둑최강전 본선
- 1995년 : 동양증권배 본선. 패왕전, 명인전, 14기 KBS 바둑왕전, 국기전 본선.
- 1996년 : 국기전, 한국이동통신배 본선.
- 1997년 : KBS 바둑왕전 본선
- 1998년 : 9단 승단. 왕위전. 테크론배 본선.
- 1999년 : 제4회 LG배 세계기왕전 본선. 제4회 LG정유배, 제33기 왕위전 본선.
- 2000년 : 제5회 LG정유배 본선, 제19기 KBS바둑왕전 본선.
- 2004년 : 제5회 맥심배 입신최강전 4강.
- 2006년 : 암으로 사망하여 별세